# بين هاريسون
بين هاريسون (بالإنجليزية: Ben Harrison)‏ (2 مارس 1997 في المملكة المتحدة - ) هو لاعب كرة قدم بريطاني في مركز الدفاع. لعب مع إيه أف سي ويمبلدون.

## وصلات خارجية
- بين هاريسون على موقع قاعدة بيانات كرة القدم.إي يو (الإنجليزية)
- بين هاريسون على موقع Soccerbase.com (لاعب) (الإنجليزية)
- بين هاريسون على موقع Soccerway.com (الإنجليزية)